# Presque Isle (Maine)
Presque Isle è una città di 9 511 abitanti degli Stati Uniti d'America, situata nella Contea di Aroostook nello Stato del Maine.
È qua che è nato il regista John Crowley.

## Sport
Stazione sciistica specializzata nello sci nordico, ha ospitato tappe della Coppa del Mondo di biathlon nel 2011 e nel  2016 più varie gare minori di sci di fondo.